# Lusitanops sigmoideus
Lusitanops sigmoideus é uma espécie de gastrópode do gênero Lusitanops, pertencente a família Raphitomidae.